# Aldover
Aldover – gmina w Hiszpanii, w prowincji Tarragona, w Katalonii, o powierzchni 20,26 km². W 2011 roku gmina liczyła 968 mieszkańców.